# Epístola decretal

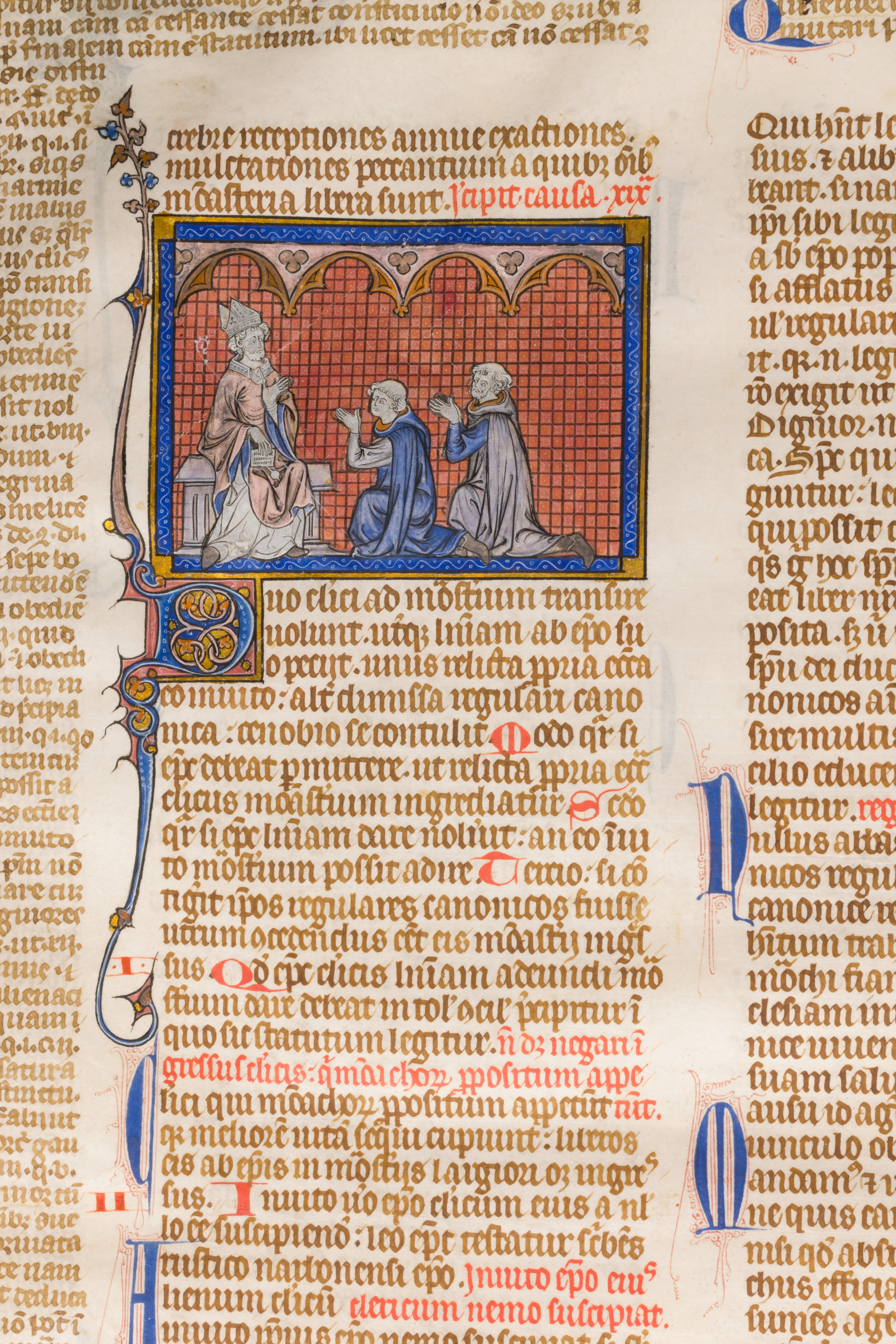
Incipit del Decretum Gratiani.

Una epístola decretal (en latín episola decretalis o litteræ decretales) es una carta mediante la cual el Papa, en respuesta a una petición, dicta una regla en materia disciplinaria o canónica. La decretal puede tratar de un asunto general o particular, y se diferencia del decreto pontificio en que el papa lo dicta por su propio poder.
Recopiladas por los canónigos conjuntamente a los decretos conciliares, participan de la elaboración del derecho canónico de la Edad Media. Entre las complilaciones más célebres, se pueden citar las de Burchard de Worms y de Yves de Chartres, así como el Decreto de Graciano.

## Decretales
Son colecciones de epístolas o decisiones pontificias. 
Comúnmente, se conocen con este nombre a cinco colecciones que forman parte del derecho canónico y que son las siguientes:
- la de Gregorio IX mandada formar en el siglo XIII.
- la de Bonifacio VIII llamado también sesto de decretales.
- la de Clemente V o séptimo de decretales.
- las dos de extravagantes que comprende veinte constituciones de Juan XXII y muchas decretales desde Urbano IV hasta Sixto IV.

## Falsas decretales
Se conocen como falsas decretales o pseudodecretales a la colección de epístolas y decisiones apócrifas de los papas dadas a luz como auténticas por Isidoro Mercator con el fin de ensanchar la autoridad pontificia a costa de la de los diocesanos y metropolitanos. Se publicó por primera vez en ámbito franco a mediados del siglo IX y, aunque posteriormente se probó su falsedad, continuó teniendo fuerza y sirviendo de apoyo a varias prerrogativas de la sede romana.